# おかじま電器
おかじま電器（おかじまでんき）は、かつて東京都と千葉県に存在した家電量販店。2000年に家電量販店舗をサンキューに譲渡し、2001年10月に小売業から完全に撤退した。サンキュー自体がのちにエディオンの完全子会社となり、2013年に東京都と千葉県内の店舗をすべて閉鎖したため、当社由来の店舗は現存していない。また、運営企業も業態変更ののち、2009年に破産手続を開始したため現在は実質的に消滅している。

## 概要
1974年（昭和49年）9月に東京都江戸川区で創業した当時は電気店であった。1977年（昭和52年）9月に株式会社おかじま電器として法人化する。
1985年（昭和60年）頃、幕張に出店して以降は千葉県への出店を加速し、1998年（平成10年）には14店舗まで拡大する。1999年3月期が業績のピークで、年商約335億4800万円を計上した。この時期には家庭用電気機械器具以外に書籍、ゲームソフトの中古品売買も扱っていた。
しかし、コジマやヤマダ電機が進出して影響を被り、業績が悪化する。1999年（平成11年）11月に北陸地方・北海道を中心に店舗展開していた家電販売店サンキュー(商号：100満ボルト)と設立した合弁会社に、家電量販部門を譲渡した。2000年（平成12年）4月には社名を株式会社メガーズに変更、書籍、ゲームソフトのほか、コンパクトディスクも扱うコンテンツ系の専門店となる。
だが、2001年（平成13年）10月に江戸川、富里、幕張、東金、茂原、おゆみ野の6店舗を分社化し、メガーズ本体は店舗営業をやめて不動産賃貸・管理業に転換した。以後は管理会社として存続したが、分社化直後から店舗資産に対する競売申立が金融機関から複数なされる。競売に掛けられた店舗との賃貸契約が2004年9月で終了すると収入が大きく減り、2005年以降は事実上営業を停止した。年商が5000万円にも満たなくなり、2009年4月6日に千葉地方裁判所から破産手続開始決定を受けた。負債総額は約138億円。
メガーズは、2018年4月17日に法人格が消滅した。

## 沿革
- 1974年9月 - 東京都江戸川区に家電小売業として、小型店を創業。
- 1977年9月 - 株式会社おかじま電器として法人化。
- 1982年 - 初の大型店出店。1号店を閉店。
- 1985年 - 千葉県に幕張店を出店。本格的な千葉県への進出を開始。
- 2000年 - 既存店舗をすべてサンキュー（100満ボルト）に譲渡。社名をメガーズに変更。
- 2001年11月 - 店舗を分社化し、小売業として27年の歴史に幕を閉じた。
- 2009年4月 - 千葉地裁より破産手続開始決定。
- 2018年4月 - 法人格消滅。

## かつて存在した店舗
※下記100満ボルトウェブサイトも参考とした。
千葉県
- 幕張店→現在はヤマダ電機を経てPCDEPOT，トレジャーファクトリー
- メガーズ幕張店(2代目)→ゲオ，ジャンブルストアが営業していたが，ゲオのみが，近隣のオートバックス千葉幕張店跡地へ移転（同時にジャンブルストアがセカンドストリートに変更）したため，閉鎖，解体後かごの屋を経て現在はしゃぶ菜幕張店，ちなみにメガーズ移転前は西友幕張店だった。
- 松戸店→100満ボルト松戸店→千葉スバル松戸店
- 白井店→ナリタヤ，21世紀商人白井の館を経て現在はスポーツクラブアクトス，てらお食品（生鮮市場てらお）
- おゆみ野店→現在はセカンドストリート（1階）とゲオ(2階）
- 茂原店→現在はオートウェーブ茂原店
- 酒々井店→千葉鑑定団酒々井店が営業していたが、千葉鑑定団が隣接するミドリ電化酒々井店跡へ移転したため閉鎖、現在は解体。
- 東金店→現在は2nd STREET
- 市原店→現在はゲオ
- メガーズ富里店→現在はゲオ
- メガーズ八千代店→現在はお仏壇の光雲堂八千代店
- 八街店→ゲオを経て現在はトライウェル八街北店
- メガーズ佐倉店→業務スーパーを経て現在はクリエイトSD佐倉城店
- メガーズ鎌ケ谷店→ヤマダ書店を経て現在はゴルフパートナー木下街道鎌ケ谷店
- 作新台店→現在は洋服の青山花見川作新台店

東京都
- 江戸川店→現在は、ユニディ（1階、後に閉店）、ノジマ（2階、後に閉店），現在はイエローハット江戸川大杉店
- メガーズ江戸川店→現在はピカソ江戸川店（1階）とゲオ江戸川店（2階）